# Пегова, Ирина Сергеевна
Ири́на Серге́евна Пе́гова (род. 18 июня 1978, Выкса, Горьковская область, РСФСР, СССР) — российская актриса театра, кино, телевидения, озвучивания и дубляжа, танцовщица и телеведущая. Народная артистка Российской Федерации (2024). Дважды лауреат российской театральной премии «Золотая маска» (2005, 2008) и кинопремии «Золотой орёл» (2004).

## Биография

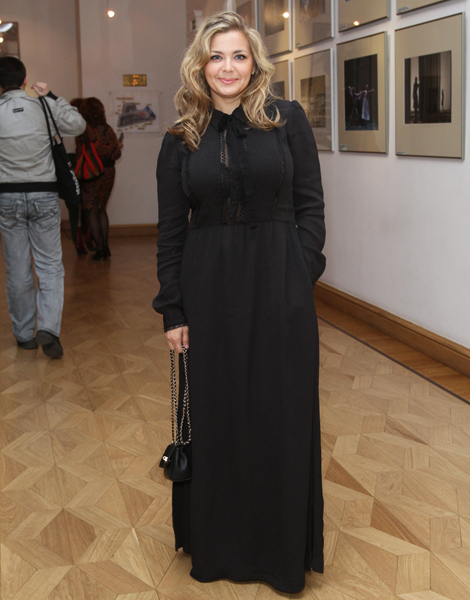
Апрель 2013 года

Родилась 18 июня 1978 года в городе Выксе Горьковской области (ныне — Нижегородская область).
В 1995 году поступила на актёрское отделение Горьковского театрального училища (творческий руководитель — Василий Фёдорович Богомазов). Во время учёбы была замечена столичным режиссёром Петром Фоменко. В 1997 году, оставив после второго курса учёбу в училище, отправилась в Москву и поступила в ГИТИС на актёрско-режиссёрский курс Петра Наумовича Фоменко.
В 2001 году, сразу после окончания ГИТИСа, была принята в труппу московского театра «Мастерская Петра Фоменко». Играла в таких спектаклях, как «Белые ночи», «Волки и овцы», «Одна абсолютно счастливая деревня», «Война и мир. Начало романа», «Безумная из Шайо» и других.
В 2003 году сыграла первую главную роль в кино в фильме Алексея Учителя «Прогулка».
С 2004 года сотрудничает с Московским театром Олега Табакова, где занята в спектаклях «Жена», «Рассказ о счастливой Москве», «Безумный день, или Женитьба Фигаро» и «Дядя Ваня».
С 2006 года — актриса Московского Художественного театра имени А. П. Чехова.
В 2012 году была приглашена в Московский академический театр имени Владимира Маяковского на главную роль в спектакле «Таланты и поклонники» по одноимённой пьесе А. Н. Островского режиссёра Миндаугаса Карбаускиса.
25 апреля 2015 года в паре с Андреем Козловским стала победительницей развлекательного телешоу «Танцы со звёздами» на телеканале «Россия».
В 2020 году приняла участие в шоу «Ледниковый период», где выступала в паре с Алексеем Тихоновым.
С 23 мая по 22 августа 2021 года — ведущая танцевального шоу «Dance революция» на «Первом канале».
Исполнила одну из главных ролей в романтической комедии «Свингеры» (2021).

## Личная жизнь
Бывший муж — Дмитрий Орлов (род. 1971), актёр и кинорежиссёр; развелись в 2011 году.
Дочь — Татьяна (род. 27 января 2006).

## Творчество

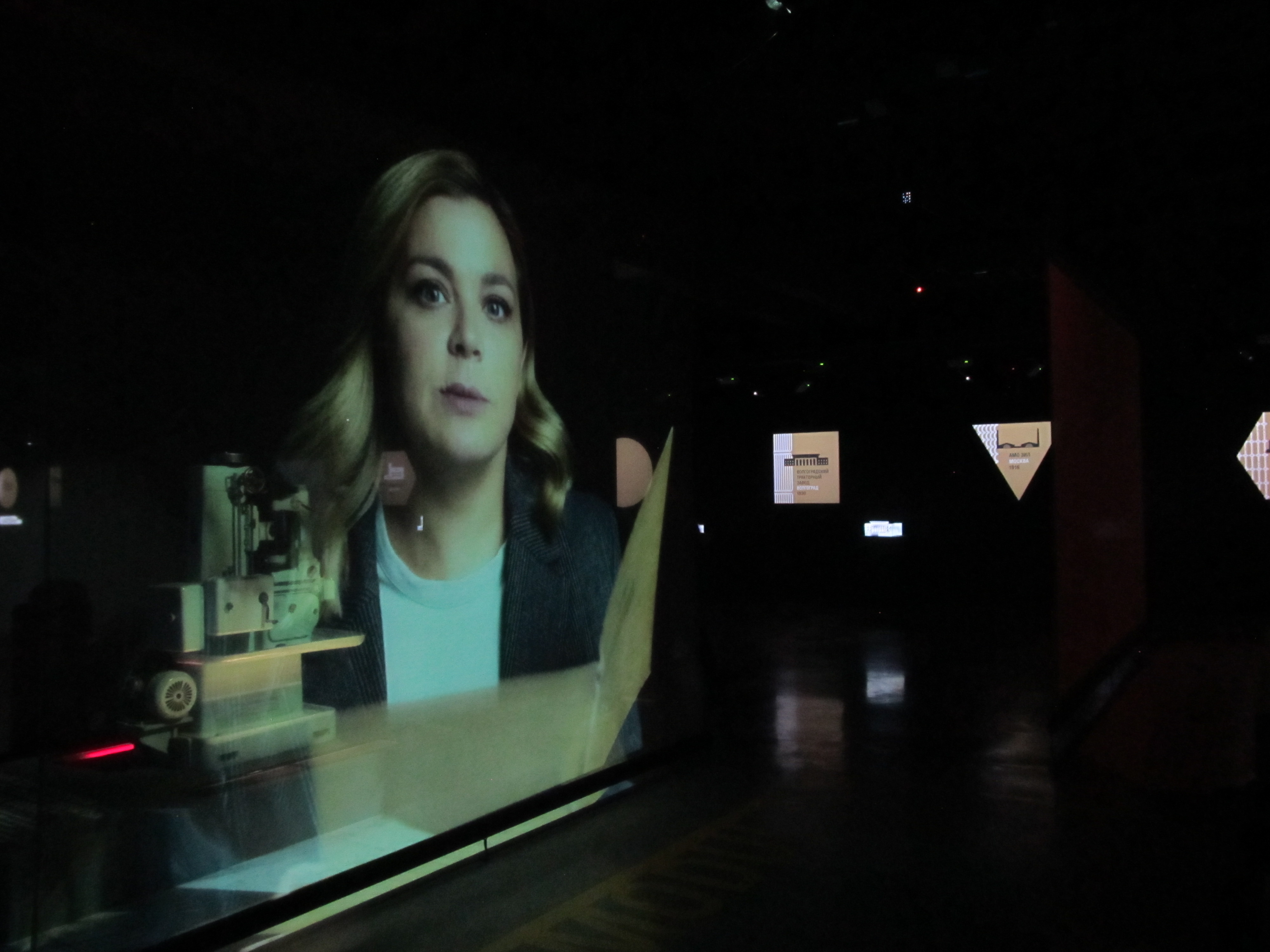
Ирина Пегова читает воспоминания Нины Соболевой из Ленинграда от 7 июля 1941 года о работе на судостроительном заводе имени Андре Марти. Видеопрезентация Музея станка творческого индустриального кластера «Октава».

### Роли в театре

#### «Мастерская Петра Фоменко»
- «Волки и овцы» по одноимённой пьесе А. Н. Островского — Анфиса Тихоновна, тётка Купавиной, старуха
- «Одна абсолютно счастливая деревня» по одноимённой повести Б. Б. Вахтина — Соня
- «Война и мир. Начало романа. Сцены» по роману «Война и мир» Л. Н. Толстого — Елизавета Болконская (Лиза, Lise), жена князя Андрея
- «Ва́рвары» по одноимённой пьесе Максима Горького (реж. Е. Б. Каменькович) — Пелагея Притыкина
- «Безумная из Шайо» по одноимённой пьесе Жана Жироду — Ирма, судомойка
- «Белые ночи» по одноимённой повести Ф. М. Достоевского (реж. Н. И. Дручек) — бабушка Настеньки

#### Московский Художественный театр имени А. П. Чехова
- «Чайка» по одноимённой пьесе А. П. Чехова — Маша
- «С любимыми не расставайтесь» по одноимённой пьесе А. М. Володина — женщина / судья
- «Конёк-Горбунок» по одноимённой сказке в стихах П. П. Ершова — простая девушка / Кобылица / Царь-девица
- «Женитьба» по одноимённой пьесе Н. В. Гоголя — Агафья Тихоновна Купердягина, купеческая дочь, невеста
- 2014 — «Трамвай „Желание“» по одноимённой пьесе Теннесси Уильямса (режиссёр — Роман Феодори; премьера — 26 мая 2014 года) — Стелла, сестра Бланш Дюбуа
- 2014 — «№ 13D» по пьесе Рэя Куни (режиссёр — Владимир Машков; премьера — 21 января 2014 года) — Пиона, сиделка[14]
- 2017 — «Светлый путь. 19.17» (спектакль посвящён 100-летию Октябрьской революции). Автор и режиссёр: Александр Молочников (в создании текста принимал участие Андрей Золотарёв; премьера — 2 ноября 2017 года) — Надежда Константиновна Крупская[15][16][17]

#### Московский театр Олега Табакова
- «Жена», сценическая композиция Михаила Станкевича по одноимённому рассказу А. П. Чехова (реж. Михаил Станкевич) — Наталья Гавриловна Асорина
- «Дядя Ваня» по одноимённой пьесе А. П. Чехова (реж. Миндаугас Карбаускис) — Софья Александровна (Соня), дочь Серебрякова от первого брака, племянница дяди Вани
- «Рассказ о счастливой Москве» А. П. Платонова (реж. Миндаугас Карбаускис) — Москва Ивановна Честнова[18]
- «Безумный день, или Женитьба Фигаро» по одноимённой пьесе Пьера де Бомарше (реж. Константин Богомолов) — Сюзанна, камеристка графини Альмавива

#### Московский академический театр имени Владимира Маяковского
- 2012 — «Таланты и поклонники» по одноимённой пьесе А. Н. Островского (реж. Миндаугас Карбаускис) — Александра Николаевна Негина, актриса провинциального театра, молодая девица

### Роли в кино
| Год       |     | Название                                                 | Роль |
| --------- | --- | -------------------------------------------------------- | --- |
| 2002      | ф   | Спартак и Калашников                                     | ветврач |
| 2003      | ф   | Прогулка                                                 | Оля |
| 2003      | с   | Спас под берёзами                                        | Лариса |
| 2005      | ф   | Космос как предчувствие                                  | Лара, официантка в ресторане, подружка Виктора Конькова («Конька»), сестра Риммы, мама Валеры                |
| 2005      | ф   | Подруга особого назначения                               | Варвара Лаптева, секретарь                                                                                   |
| 2006      | ф   | Варенька                                                 | Варя |
| 2008      | ф   | Один день                                                | Светлана, жена Анатолия                                                                                      |
| 2008      | ф   | Ванька Грозный                                           | Зина |
| 2008      | ф   | Не торопи любовь!                                        | Екатерина Сергеевна Баркова                                                                                  |
| 2008      | ф   | Пассажирка                                               | Анна Егоровна (Аннушка), горничная Веры Сергеевны Кларк                                                      |
| 2009      | ф   | Возвращение мушкетёров, или Сокровища кардинала Мазарини | Анжелика, дочь Портоса, сестра Леона                                                                         |
| 2009      | ф   | Московский фейерверк                                     | София, певица                                                                                                |
| 2009      | ф   | Закон обратного волшебства                               | Анфиса Сергеевна Степанова, фармацевт, внучка Марфы Васильевны Коржиковой                                    |
| 2010      | ф   | Сказка. Есть                                             | добрая мама-балерина                                                                                         |
| 2010      | с   | Зоя                                                      | Зоя Алексеевна Федотова, известная советская актриса (прототип — Зоя Алексеевна Фёдорова)                    |
| 2011      | ф   | Пять невест                                              | Лилия Синицына, невеста                                                                                      |
| 2011      | ф   | Варенька. И в горе, и в радости                          | Варя |
| 2011      | ф   | Бабье лето                                               | Любовь, мать Маши                                                                                            |
| 2012      | ф   | Любовь с акцентом (новелла «Гид и повар»)                | официантка в кафе                                                                                            |
| 2012      | с   | Люблю, потому что люблю                                  | Таисья Павловна, медсестра                                                                                   |
| 2012—2013 | с   | Маша в законе!                                           | Мария Пирогова, юристка, бывшая парикмахерша                                                                 |
| 2013      | ф   | 7 главных желаний                                        | Света, подруга Маши                                                                                          |
| 2013      | с   | Одинокие сердца                                          | Елизавета Грушина                                                                                            |
| 2013      | ф   | О чём молчат девушки                                     | Валерия |
| 2013      | ф   | Страна хороших деточек                                   | мама |
| 2013      | ф   | Восьмёрка                                                | Марина, жена Греха                                                                                           |
| 2014      | ф   | Всем скорбящим радость                                   | Люба, жена Семёна                                                                                            |
| 2014      | ф   | Танкисты своих не бросают                                | Марина Алёхина                                                                                               |
| 2014      | с   | Я оставляю вам любовь                                    | Валентина Сидоркина, фельдшер                                                                                |
| 2014      | ф   | Старое ружьё                                             | Люба, медсестра, жена Петра                                                                                  |
| 2015      | ф   | В далёком сорок пятом... Встречи на Эльбе                | Галя Коршунова                                                                                               |
| 2015      | с   | Лучше не бывает                                          | Таня, подруга Виктории Черновой                                                                              |
| 2015      | ф   | Новогоднее счастье                                       | Ольга |
| 2015      | с   | Рая знает                                                | Раиса (Рая) Полуйчик, парикмахер в салоне красоты                                                            |
| 2015      | с   | Петля Нестерова                                          | Ирина Зимина, жена полковника КГБ Владимира Зимина                                                           |
| 2016      | ф   | Позвоните Мышкину                                        | Вероника Павловна, популярная актриса, мать Даши Самойловой                                                  |
| 2016      | ф   | Сдаётся дом со всеми неудобствами                        | Антонина |
| 2016      | ф   | СуперБобровы                                             | Рита Боброва, дочь Бориса Алексеевича                                                                        |
| 2016      | ф   | Хороший мальчик                                          | Мария Дронова, мать Ксюши, жена директора школы Владимира Дронова                                            |
| 2016      | ф   | Экипаж                                                   | Елена Михайловна Синицына, сотрудник московского аэропорта «Внуково»                                         |
| 2016      | с   | Гражданин Никто                                          | Кира Сергеевна Смирнова, врач                                                                                |
| 2017      | ф   | Всё в дыму, любовь в Крыму                               | Алёна |
| 2017—2021 | с   | Акушерка                                                 | Татьяна Георгиевна Скворцова, главный врач родильного дома, врач-акушер                                      |
| 2017      | с   | Комиссарша                                               | Галина Захаровна Семёнова, старший лейтенант милиции                                                         |
| 2017      | с   | Доктор Рихтер (первый сезон, серия № 3)                  | Кристина Нечипоренко, мать Демьяна                                                                           |
| 2018      | ф   | Временные трудности                                      | классный руководитель                                                                                        |
| 2018      | ф   | У ангела ангина                                          | Люсенда (во взрослом возрасте)                                                                               |
| 2018      | ф   | СуперБобровы. Народные мстители                          | Рита Боброва, дочь Бориса Алексеевича                                                                        |
| 2018      | с   | Годунов                                                  | Мария Фёдоровна Нагая, царица, седьмая жена Ивана Грозного                                                   |
| 2018      | кор | На чужбине                                               | служанка |
| 2018      | с   | Домашний арест                                           | Татьяна, доступная продавщица из магазина                                                                    |
| 2018      | кор | Прости нас, Юшка! / Prosti nas, Yushka!                  | снималась |
| 2019      | ф   | Дорогой папа                                             | Инна Дюмина, мать Алины                                                                                      |
| 2019      | с   | Галка и Гамаюн                                           | Ирина Галко, майор полиции, следователь уголовного розыска                                                   |
| 2019      | ф   | Одесский пароход                                         | девушка из Нарьян-Мара                                                                                       |
| 2019      | кор | Телёнок                                                  | мама |
| 2019      | кор | Любовь                                                   | снималась |
| 2019      | кор | Подвиг                                                   | снималась |
| 2019      | ф   | Рецепты семейного счастья                                | Алёна, менеджер по персоналу в крупной компании                                                              |
| 2019      | кор | Урок экологии                                            | снималась |
| 2020      | с   | Погнали (серии № 15-16)                                  | Наталья, мать Даши                                                                                           |
| 2020      | с   | Казанова                                                 | Екатерина Львовна Иорданская, вдова партийного чиновника, заместитель председателя горисполкома в Сочи       |
| 2020      | ф   | От печали до радости                                     | Люба Золотарёва                                                                                              |
| 2020      | ф   | Право выбора                                             | Марина, психолог                                                                                             |
| 2020      | кор | Карантин                                                 | Ирина |
| 2020      | с   | Цыплёнок жареный                                         | Дина, жена главы криминального мира Петрограда дяди Коли, управляющая его подпольным рестораном, певица      |
| 2021      | с   | Близнец                                                  | Светлана Полетаева                                                                                           |
| 2021      | ф   | Родные                                                   | Наталья Карнаухова, жена Павла                                                                               |
| 2021      | ф   | Синдром отложенного счастья                              | Наталья |
| 2021      | ф   | Только серьёзные отношения                               | Чижик-мать                                                                                                   |
| 2021      | с   | Пищеблок                                                 | Наталья Борисовна Свистунова («Свистуха»), старшая пионервожатая в советском пионерском лагере «Буревестник» |
| 2022      | ф   | Свингеры                                                 | Ирина Наумова, провизор, жена физиотерапевта Андрея                                                          |
| 2022      | с   | Акушерка. Побочный эффект                                | Татьяна Георгиевна Скворцова, заведующая родильного отделения, врач-акушер                                   |
| 2022      | ф   | Тайна амулета                                            | Лада |
| 2022      | ф   | Я на перемотке!                                          | Наташа |
| 2022      | с   | Я не могу без тебя                                       | Марина |
| 2022      | ф   | Далёкие близкие                                          | Наталья Павловна                                                                                             |
| 2022      | ф   | Оливье                                                   | Карина Верина, жена Виктора                                                                                  |
| 2022      | с   | Открывай, полиция!                                       | Калганова |
| 2023      | с   | Шаляпин                                                  | Татьяна Любатович, оперная певица                                                                            |
| 2023      | с   | Моя мама — шпион                                         | Даша |
| 2023      | ф   | За Палыча!                                               | Людмила |
| 2023      | ф   | Вредная привычка                                         | Зина |
| 2023      | ф   | Мухадракон                                               | мама Лёши |
| 2023      | с   | Царская прививка                                         | Екатерина II                                                                                                 |
| 2023      | с   | Политех                                                  | мать Глеба                                                                                                   |
| 2024      | ф   | Мужское слово                                            | Галя |
| 2024      | ф   | Битва пап                                                | Катя |
| 2024      | ф   | Джекпот                                                  | Лара |
| 2024      | ф   | Зять                                                     | Ирина, жена Олега                                                                                            |
| 2024      | ф   | Ёлки 11                                                  | Катя |
| 2025      | ф   | Финал                                                    | мать Алехно                                                                                                  |

### Дубляж и озвучивание
| Год  |    | Название                         | Роль                  |
| ---- | -- | -------------------------------- | --------------------- |
| 2010 | мф | Метель                           | озвучивала            |
| 2017 | мф | Тачки 3                          | Круз Рамирез          |
| 2018 | мс | Морси (серии №1-4)               | Морси, морская свинка |
| 2020 | мф | Белка и Стрелка. Карибская тайна | Стрелка               |
| 2021 | мф | Райя и последний дракон          | Сису                  |

## Признание

### Государственные награды
- 2012 — почётное звание «Заслуженный артист Российской Федерации» — за заслуги в области искусства[23].
- 2024 — почётное звание «Народный артист Российской Федерации» — за большие заслуги в развитии кинематографического, музыкального, театрального, хореографического и циркового искусства[24].

### Общественные награды
- 2004 — лауреат премии национальной академии киноискусства «Золотой орёл» за лучшую женскую роль в кино — за роль Оли в художественном фильме «Прогулка» режиссёра Алексея Учителя.
- 2005 — лауреат национальной театральной премии «Золотая маска» в номинации «Женская роль» категории «Драма» — за спектакль «Дядя Ваня» режиссёра Миндаугаса Карбаускиса на сцене Московского театра-студии под руководством Олега Табакова и фестиваль «Черешневый лес»[25].
- 2008 — лауреат национальной театральной премии «Золотая маска» в номинации «Женская роль» категории «Драма» — за исполнение роли Москвы Ивановны Честновой в спектакле «Рассказ о счастливой Москве» режиссёра Миндаугаса Карбаускиса на сцене Московского театра-студии под руководством Олега Табакова[18][26].
- 2009 — лауреат премии «Золотой дятел» в номинации «Не самая лучшая женская роль второго плана» — за роль Анжелики в фильме «Возвращение мушкетёров, или Сокровища кардинала Мазарини» режиссёра Георгия Юнгвальд-Хилькевича.
- 2012 — лауреат Российской национальной актёрской премии имени Андрея Миронова «Фигаро» в номинации «Лучшие из лучших» — «за блистательное исполнение ролей на драматической сцене» за последние три-пять лет[27].
- 2013 — лауреат зрительской премии «ЖЖивой театр» в номинации «Актриса года» — за главную роль в спектакле «Таланты и поклонники» по одноимённой пьесе А. Н. Островского режиссёра Миндаугаса Карбаускиса на сцене Московского академического театра имени Владимира Маяковского[28].
- 2014 — лауреат премии Олега Табакова «За возвращение на сцену МХТ имени А. П. Чехова театрального бестселлера XXI века» (в числе всех участников спектакля) — за роль сиделки Пионы в спектакле «№ 13D» по пьесе Рэя Куни в постановке Владимира Машкова[29].